# Hippie Ollie
Een Hippie Ollie (ook wel bekend als Hippie Jump) is een skateboardtruc. Het wordt zo genoemd als de skateboarder op een obstakel af rijdt (bijvoorbeeld een hekje), en het skateboard eronderdoor laat rijden, en zelf eroverheen springt en achter het obstakel terug op zijn board land. 

## Variatie
Er zijn variaties waarbij de skateboarder er een Body Varial bij maakt, in dat geval wordt het een hippie twist genoemd. Deze kan met een halve draai, maar ook met een hele, in dat geval wordt het een hippie 360° twist genoemd.